# Радіостанція імені Євгена Коновальця
Радіостанція імені Євгена Коновальця — радіостанція Української держави, що існувала з 30 червня по 2 липня 1941 року у Львові в ході Німецько-радянської війни. Названа на честь першого провідника ОУН Євгена Коновальця.

## Історія
Похідна група ОУН, яка увійшла 30 червня 1941 року до Львова після відступу радянської влади отримала завдання зайняти радіостанцію. Було захоплено радіостанцію у Львові, цю станцію нарекли іменем Євгена Коновальця.
На якийсь час Львів опинився у цікавому становищі. Радянська влада пішла, а німецька ще не прийшла. ОУН повернула ситуацію собі на користь. Захопивши ключові об'єкти інфраструктури міста, українські націоналісти взяли під контроль радіостанцію, перші ефіри якої готував політв'язень польських тюрем Ярослав Старух.
30 червня 1941 року львів'яни стали свідками безпрецедентного за сміливістю акту. З балкону на площі Ринок було проголошено відновлення незалежності України. За декілька годин це повідомлення передало і українське радіо.
1 — 2 липня 1941 року радіо імені Коновальця виходить в ефір з передачами інформаційного та пропагандистського характеру. Сигнал ловлять на Закарпатті, Буковині та інших прилеглих територіях. Тон передач — жорсткий, на якусь мить львів'яни відчувають повноту і силу української влади.
Але вже увечері 2 липня до приміщення радіостанції вриваються озброєні гестапівці. Усіх присутніх працівників радіостанції було заарештовано. Контроль над радіостанцією переходить до німецьких окупаційних військ.
В жовтні 1943 року Ярослав Старух, Богдан Галайчук, Корнило Яворівський, Володимир Макар, Дмитро Лушпак, Кость Цмоць, Альберт Газенбрукс розпочнуть мовлення з іншої, нової української підпільної радіостанції УПА поблизу села Ямельниці, на Львівщині — «Самостійна Україна».